# Ябълковец
Я̀бълковец е село в Южна България, община Ардино, област Кърджали.

## География
| Население по години | Население по години |
| ------------------- | ------------------- |
| 1934 г.             | 1544 души           |
| 1946 г.             | 1714 души           |
| 1956 г.             | 1360 души           |
| 1975 г.             | 1222 души           |
| 1985 г.             | 1013 души           |
| 1992 г.             | 519 души            |
| 2001 г.             | 253 души            |
| 2011 г.             | 200 души            |
| 2019 г.             | 289 души            |

Село Ябълковец се намира в най-източната част на Западните Родопи, на около 4 – 5 км на запад от границата им с Източните Родопи, на около 16 km запад-югозападно от Кърджали и 5 km североизточно от Ардино. Общинският път до Ябълковец е северно отклонение от третокласния републикански път III-865, което продължава като черен път на североизток от селото към село Хромица.
Надморската височина при джамията в селото е около 750 m.
Съседни селища на Ябълковец са общинският център град Ардино, село Червена скала – на около 1 – 1,5 km на северозапад, село Хромица – на 2 – 3 km на североизток и село Чубрика – на около 2 km на югоизток.
При преброяването на населението към 1 февруари 2011 г., от обща численост 200 лица за 196 лица е посочена принадлежност към „турска“ етническа група.

## История
Селото – тогава с име Елмалъ̀ кебир – е в България от 1912 г. Преименувано е на Ябълковец с министерска заповед № 3775, обнародвана на 7 декември 1934 г.
Към 31 декември 1934 г. село Ябълковец се състои от махалите Брежинци (Къйолар), Врабчовци (Юрен), Коприварци (Ахмедолар), Куковци (Шерифолар), Срединци (Орта махле), Халваджиите (Халваджилар) и Черноглав (Кара сефелер).
Във фондовете на Държавния архив Кърджали се съхраняват документи от съответни периоди на/за:
- Списък на фондове от масив „K“:

– Частно турско училище – с. Ябълковец (Елмалъ Кебир), Кърджалийско; фонд 116K; 1928 – 1944; Промени в наименованието на фондообразувателя:
> Частно турско училище – с. Елмалъ Кебир, Кърджалийско (1920 – 1934);
> Частно турско училище – с. Ябълковец, Кърджалийско (1934 – 1944);
- Списък на фондове от масив „С“:

– Народно основно училище „Никола Йонков Вапцаров“ – с. Ябълковец, Кърджалийско; фонд 870; 1932 – 2000; Промени в наименованието на фондообразувателя:
> Частно турско училище – с. Ябълковец, Кърджалийско (1944 – 1947);
> Държавно първоначално училище „Макаренко“ – с. Ябълковец, Кърджалийско (1947 – 1949);
> Основно турско училище „В. Червенков“ – с. Ябълковец, Кърджалийско (1949 – 1955);
> Народно основно училище – с. Ябълковец, Кърджалийско (1955 – 1965);
> Народно основно училище „Никола Йонков Вапцаров“ – с. Ябълковец, Кърджалийско (1965 – 1988);
> Основно училище „Никола Йонков Вапцаров“ – с. Ябълковец, Кърджалийско (1988 – 2000).

## Население
Преброяване на населението през 2011 г.
Численост и дял на етническите групи според преброяването на населението през 2011 г.:
|                     | Численост | Дял (в %) |
| Общо                | 200       | 100,00    |
| Българи             | 0         | 0,00      |
| Турци               | 196       | 98        |
| Цигани              | 0         | 0,00      |
| Други               | 0         | 0,00      |
| Не се самоопределят | 0         | 0,00      |
| Неотговорили        | 4         | 2         |

## Религии
Изповядваната в село Ябълковец религия е ислям.

## Обществени институции
Село Ябълковец към 2020 г. е център на кметство Ябълковец, което не включва други населени места.
В селото има действащо към 2020 г. читалище „Прогрес – 1956“ и джамия.

## Туризъм
През 2012 г. в непосредствена близост до село Ябълковец е открита Планинска гостоприемница „Mountain view wellness house“, предлагаща на своите клиенти 32 стаи, ресторант, СПА (сауна, джакузи, парна баня, масаж), външен и вътрешен басейни, спортна зала, стена за спортно катерене, тенис маси, външни игрища, пейнтбол и други.

## Личности
Писателят Фаик Исмаилов е роден в Ябълковец (1935 – 1995).